# Malahat Nasibova
Malahat Nasibova (6 de marzo de 1969, Ciudad de Najicheván), es una periodista y activista de derechos humanos que fue galardonada con el Thorolf Rafto Memorial Prize en 2009 por su "valiente y constante lucha a favor de la prensa libre e independiente. Arriesgando su propia vida, ella publica informes sobre el abuso de poder, las violaciones a los derechos humanos y la corrupción en la aislada República Autónoma de Najicheván, la cual forma parte de Azerbaiyán."